# Светски куп у рагбију 13 1968.
Светски куп у рагбију тринаест 1968. био је четврти Светски куп у рагбију 13.
 
Зајединички домаћини овог спортског турнира су били Нови Зеланд и Аустралија.
Рагби 13 репрезентација Аустралије је освојила титулу првака Света, пошто је у финалу, у Сиднеју победила Француску.

## Учесници
- Рагби 13 репрезентација Француске
- Рагби 13 репрезентација Велике Британије
- Рагби 13 репрезентација Аустралије
- Рагби 13 репрезентација Новог Зеланда

## Стадиони
- Стадион за крикет - Сиднеј, 70 000 места
- Стадион Ланг парк - Бризбејн, 40 000 места
- Стадион Карлов парк - Окланд, 20 000 места

## Резултати
- Нови Зеланд - Француска 10-15
- Аустралија - Велика Британија 25-10
- Аустралија - Нови Зеланд 31-12
- Француска - Велика Британија 7-2
- Аустралија - Француска 37-4
- Велика Британија - Нови Зеланд 38-14

### Табела
| Табела              | ИГ | Д | Н | И | ПД | ПП | ББ | Бод. |
| ------------------- | -- | - | - | - | -- | -- | -- | ---- |
| 1. Аустралија       | 3  | 3 | 0 | 0 | 93 | 26 | 0  | 6    |
| 2. Француска        | 3  | 2 | 0 | 1 | 26 | 49 | 0  | 4    |
| 3. Велика Британија | 3  | 1 | 0 | 2 | 50 | 46 | 0  | 2    |
| 4. Нови Зеланд      | 3  | 0 | 0 | 3 | 36 | 84 | 0  | 0    |

## Финале
Аустралија - Француска 20-2
Стадион за крикет у Сиднеју
Гледалаца: 54 290
Играч утакмице: Џон Витенберг, Аустралијанац

## Статистика рагбиста
Највише есеја - Рон Кот, Аустралијанац и Лионел Вилијамсон, Аустралијанац 4 есеја. 

## Видео снимци
Снимак утакмице Велика Британија - Аустралија
https://www.youtube.com/watch?v=Z_Su_BwUMIg
Снимак утакмице Нови Зеланд - Аустралија
https://www.youtube.com/watch?v=cShFpsWrxyE
| Прваци Света у рагбију тринаест 1968.          |
| ---------------------------------------------- |
| Рагби 13 репрезентација Аустралије (2. титула) |